# Prosthechea glumacea
Prosthechea glumacea es una orquídea epífita originaria de América.

## Descripción
Es una orquídea de tamaño pequeño, con hábitos de epifita y con pseudobulbos  planos y estrechos que llevan 2 o 3 hojas apicales. Florece en una erecta inflorescencia de 15 cm  de largo, con 6-12 flores con un color marrón, en espata prominente que rodea al pedúnculo y están invertidas, las flores son fragantes y se presentan en el verano y otoño.

## Distribución y hábitat
Se encuentra en Nicaragua, Guatemala, Ecuador y la costa central hasta el sur de la costa de Brasil en las elevaciones alrededor de 50 metros.   

## Taxonomía
Prosthechea glumacea fue descrito por (Lindl.) W.E.Higgins y publicado en Phytologia 82(5): 378. 1997[1998].
Etimología
Prosthechea: nombre genérico que deriva de las palabras griegas: prostheke (apéndice), en referencia al apéndice en la parte posterior de la columna.
glumacea: epíteto latíno que significa "con cáscara"
Sinonimia
- Anacheilium glumaceum (Lindl.) Pabst, Moutinho & A.V.Pinto
- Encyclia almasii (Hoehne) Pabst
- Encyclia glumacea (Lindl.) Pabst
- Epidendrum almasii Hoehne
- Epidendrum glumaceum Lindl.
- Epidendrum glumaceum var. majus Hoehne
- Hormidium almasii (Hoehne) Brieger
- Hormidium glumaceum (Lindl.) Brieger[4][5]